# 梁志祥
梁志祥，SBS，MH，JP（1957年12月3日－），籍貫廣東寶安，曾任香港立法會議員、新界社團聯會會長。

## 簡歷
梁志祥為元朗八鄉的新界原居民，早年就讀漢華小學和漢華中學（元朗分校）。他曾經擔任區域市政局議員，於1994年香港區議會選舉擊敗張賢登，當選為元朗區議會區議員，於1995年香港市政局及區域市政局選舉以70票之微險勝張賢登，當選區域市政局議員，直至1999年12月取消臨時區域市政局為止。
1997年，梁志祥加入民建聯，並且先後參與1998年、2000年、2004年及2008年立法會選舉新界西直選，一直排於譚耀宗名單第三名。
2012年香港立法會選舉，民建聯分拆譚耀宗、梁志祥和陳恒鑌三張名單於新界西出選，因民主黨配票失誤及分拆兩張名單，結果三張名單均順利當選，而梁志祥則以33,777票奪得新界西最後一席成功當選。而民主黨則失去原有兩席。
2013年8月，梁振英到天水圍出席地區論壇，一班14K和新義安江湖大哥紛紛蒲頭護駕，並在場指揮他們的馬仔幫政府「維持秩序」，泛民支持者遭到圍毆，事後警方雖然拘捕了九名涉嫌打傷泛民支持者的大漢，但在場的江湖大佬及政界人士至今一直沒事。當日在場的立法會議員梁志祥，被指是吹雞的始作俑者，他雖然極力否認，但「黑色梁粉」一詞迅即爆紅，梁振英與黑道關係也變得撲朔迷離。梁振英未上任特首前，已被爆出涉嫌為拉選票而與黑道人士安排「江湖飯局」，至他上任特首後，黑道及元朗鄉紳亦一直盛傳幾位江湖大哥，四處吹噓透過立法會議員關係，與梁振英搭通「天地線」，並藉此在元朗區各項土地發展上獲利。
2016年香港立法會選舉，民建聯只派出兩張名單出選新界西，梁志祥獲得50,190票成功連任。

## 爭議

### 引用電影情節指雨傘是危險武器
2014年10月16日，香港立法會休會辯論香港警察處理雨傘革命的手法。梁志祥指出使用雨傘很「危險」，黃飛鴻就是用雨遮與「奸人堅」格鬥，作為拐杖及遇野狗時自衛用途，反指警察使用胡椒噴劑及催淚煙只是用來驅散人群的武器，不能夠令到示威者倒下，「係無用嘅武器（是無用的武器）」，更批評其他立法會議員無歷史常識，遭批評誤把電影情節當作歷史。

### 對禁蒙面法已實施完全不知曉
2019年10月22日，香港立法會討論先訂立、後審議的附屬法例禁蒙面法期間，梁志祥指出其他議員反應激烈的原因是害怕禁蒙面法能獲得通過，但事實上禁蒙面法已於月初自動生效。

### COVID-19疫情
在香港上下正全面對抗COVID-19疫情的爆發，而醫護人員們正以罷工來要求政府作全面封閉與中國大陸接壤的關口以防疫情進一步擴散時，除了政府拒絕及大肆批鬥罷工的醫護人員外，梁所屬的民建聯亦極快地為政府拒絕封關的建議作護航。於2020年2月5日，梁聯同黨友周浩鼎、鄭泳舜及柯創盛會見傳媒時，極速為政府拒絕全面封關的動議辯護。當中梁建議所有中國大陸人只要手持醫生證明即可以訪港，同時主張取消所有B線巴士。2020年6月，梁志祥倡派5000元吸引市民接種疫苗。

## 外部連結
- 香港政府网页
- 梁志祥Facebook網站 （页面存档备份，存于）
- 梁志祥──持續建設可持續社區

| 新頭銜        | 元朗區議會 耀祐選區區議員 1994年10月1日—2003年12月31日   | 繼任： 馬淑燕    |
| 新頭銜        | 區域市政局 天水圍選區區議員 1995年10月1日—1999年12月31日 | 原區域市政局解散 |
| 前任： 黃祥光 | 元朗區議會 天耀選區區議員 2004年1月1日—2019年12月31日    | 繼任： 何惠彬    |